# 産業ファンド投資法人
産業ファンド投資法人（さんぎょうファンドとうしほうじん）は、東京都千代田区に本部を置く投資法人、東証上場のJ-REITのひとつ。

## 概要
日本で初めての産業用不動産特化型REITで、スポンサーはKJRマネジメント（旧・三菱商事・ユービーエス・リアルティ（MCUBS））である。
投資対象は、物流施設、工場・研究開発施設等、インフラ施設という、ユニークなREITである。
2022年にスポンサーが三菱商事･ユービーエス･リアルティからコールバーグ・クラビス・ロバーツ（KKR）に変更となった。2023年にはKKR傘下のセントラル・タンクターミナル所有のタンクターミナル底地を取得し、2024年には同じくKKR傘下のロジスティード（旧日立物流）の物流施設の取得を発表している。

## 沿革
- 2007年（平成19年）3月26日 - 本投資法人の設立
- 2007年（平成19年）10月18日 - 東京証券取引所に上場
- 2022年（令和4年）4月28日 - スポンサー変更により、資産運用会社が「三菱商事･ユービーエス･リアルティ株式会社」から「株式会社KJRマネジメント」に商号変更

## ポートフォリオ
2023年7月31日現在で、物件数78件、取得価格389,393百万円である。
産業施設であり底地のみもある。
以下、主な保有物件。括弧内はテナント名。
- 羽田空港メインテナンスセンター（日本航空）
- 湘南ヘルスイノベーションパーク（武田薬品工業）
- 神戸地域冷暖房センター（大阪ガス）
- 市原マニュファクチュアリングセンター（底地）（三井E&Sホールディングス）
- 東雲ロジスティクスセンター（佐川急便）